# Яко
„Яко“ е германска марка за спортна екипировка и обувки. Jako предлага комплекти за отбори, играещи футбол, хандбал, баскетбол, хокей на лед и други спортове.
Отбори като Хановер ШФ 96,ФФБ Щутгарт,Майнц 05 (Германия), Спартак (Плевен) и ПФК Монтана (България)ползват екипите на „Яко“.